# Första kammarens ministeriella grupp
Första kammarens ministeriella grupp var beteckningen på den regeringsvänliga grupperingen i första kammaren i den svenska riksdagen som uppkom direkt efter tvåkammarriksdagens tillkomst 1867. Motsvarigheten i andra kammaren var Ministeriella partiet. Vid riksdagen 1873 splittrades gruppen och flertalet ledamöter övergick till antingen Skånska partiet eller Ehrenheimska partiet.